# Centromerus sinuatus
Centromerus sinuatus är en spindelart som beskrevs av Robert Bosmans 1986. Centromerus sinuatus ingår i släktet Centromerus och familjen täckvävarspindlar. Inga underarter finns listade i Catalogue of Life.